# Miami Dolphins 1992
La stagione 1992 dei Miami Dolphins è stata la numero 27 della franchigia, la ventitreesima nella National Football League. Dopo una stagione di assenza la squadra è tornata ai playoff vincendo la propria division. Al 2018, questa è l'ultima apparizione di Miami in finale di conference.

## Calendario

### Stagione regolare
| Turno | Data               | Avversario             | Risultato          | Pubblico           |
| ----- | ------------------ | ---------------------- | ------------------ | ------------------ |
| 1     | Settimana di pausa | Settimana di pausa     | Settimana di pausa | Settimana di pausa |
| 2     | 14/9/1992          | @ Cleveland Browns     | V 27–23            | 74.765             |
| 3     | 20/9/1992          | Los Angeles Rams       | V 26–10            | 55.945             |
| 4     | 27/9/1992          | @ Seattle Seahawks     | V 19–17            | 59.374             |
| 5     | 4/10/1992          | @ Buffalo Bills        | V 37–10            | 80.368             |
| 6     | 11/10/1992         | Atlanta Falcons        | V 21–17            | 68.633             |
| 7     | 18/10/1992         | New England Patriots   | V 38–17            | 57.282             |
| 8     | 25/10/1992         | Indianapolis Colts     | S 31–20            | 61.117             |
| 9     | 1/11/1992          | @ New York Jets        | S 26–14            | 69.313             |
| 10    | 8/11/1992          | @ Indianapolis Colts   | V 28–0             | 59.892             |
| 11    | 16/11/1992         | Buffalo Bills          | S 26–20            | 70.629             |
| 12    | 22/11/1992         | Houston Oilers         | V 19–16            | 63.597             |
| 13    | 29/11/1992         | @ New Orleans Saints   | S 24–13            | 68.591             |
| 14    | 6/12/1992          | @ San Francisco 49ers  | S 27–3             | 58.474             |
| 15    | 14/12/1992         | Los Angeles Raiders    | V 20–7             | 67.098             |
| 16    | 20/12/1992         | New York Jets          | V 19–17            | 68.275             |
| 17    | 27/12/1992         | @ New England Patriots | V 16–13            | 34.726             |

### Playoff
| Turno            | Data      | Avversario         | Risultato |
| ---------------- | --------- | ------------------ | --------- |
| Divisional       | 3/1/1993  | San Diego Chargers | V 31-0    |
| AFC Championship | 10/1/1993 | Buffalo Bills      | S 29-10   |

## Classifiche
| AFC East             | AFC East | AFC East | AFC East | AFC East | AFC East | AFC East | AFC East |
|                      | V        | S        | P        | %        | PF       | PS       | Str.     |
| -------------------- | -------- | -------- | -------- | -------- | -------- | -------- | -------- |
| (2) Miami Dolphins   | 11       | 5        | 0        | .688     | 340      | 281      | V3       |
| (4) Buffalo Bills    | 11       | 5        | 0        | .688     | 381      | 283      | S1       |
| Indianapolis Colts   | 9        | 7        | 0        | .563     | 216      | 302      | V5       |
| New York Jets        | 4        | 12       | 0        | .250     | 220      | 315      | S3       |
| New England Patriots | 2        | 14       | 0        | .125     | 205      | 363      | S5       |